# Bâtiment Vortex
Le Vortex est un bâtiment basé sur le Campus de Lausanne. Il abrite des logements pour les étudiants de l'UNIL-EPFL et des services associés. 
Le bâtiment abrite 941 chambres à coucher, soit 252 chambres individuelles indépendantes, 288 studios, 289 chambres en collocations réparties en 44 chambres pour 2 étudiants, 7 chambres pour 3 et 45 chambres pour 4.  
Les espaces communs représentent environ 2 400 m2 et accueillent une salle de vie polyvalente, un espace de vie enfantine, deux cafés-restaurants, un espace de vie culturelle, une espace de vie associative, des ateliers et des commerces.

## Histoire
L'agence de Jean-Pierre Dürig est lauréate du concours en mai 2015 et l'agence d'architecture IttenBrechbühl assure la conception et la réalisation de l'édifice.
Le financement du projet (156 millions de francs suisses) a été assuré par la CPEV.
En janvier 2020, le Vortex accueille le village olympique et héberge les jeunes athlètes des Jeux olympiques de la jeunesse d'hiver de 2020.
En avril 2020, il sert d'hébergement d'urgence et est mis à disposition pour les soignants qui sont sur le front de la pandémie liée à la Covid19,.
En août 2020, il accueille les premiers étudiants de l'UNIL EPFL,,.

## Architecture
Le Vortex, en forme de couronne circulaire, a pour spécificité de se développer le long d’une seule rampe de 2,8 kilomètres permettant d’accéder à tous les appartements du complexe. À proximité des transports publics, le bâtiment d’un diamètre de 137 mètres dispose de huit niveaux en spirale sur une hauteur de 27 mètres.

### Construction
L'ouverture du chantier a lieu le 2 mai 2017. L'ouvrage est livré 29 mois plus tard, soit le 31 octobre 2019,. Le bâtiment Vortex, d'une surface utile 32 089 m2, pour un volume total de 121 030 m3 est constitué de 30 000 m3 de béton armé. Il est paré de caissons et façades bois,,. Il est recouvert de 1200 panneaux photovoltaïques et est chauffé par l'eau du lac Léman,,.

### Photothèque

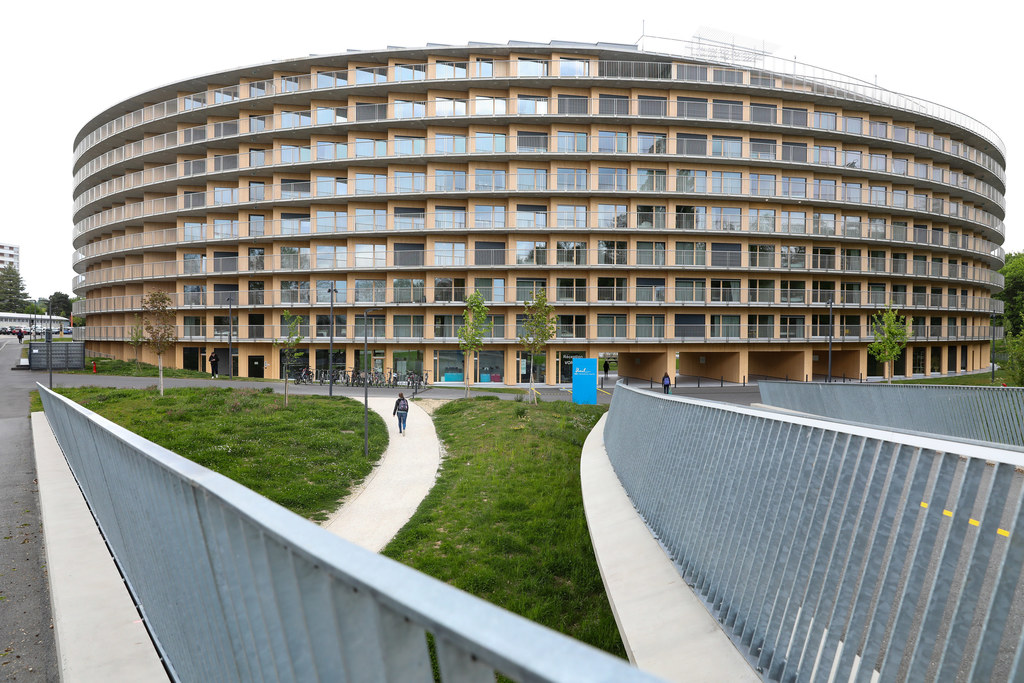
Vue générale du Vortex
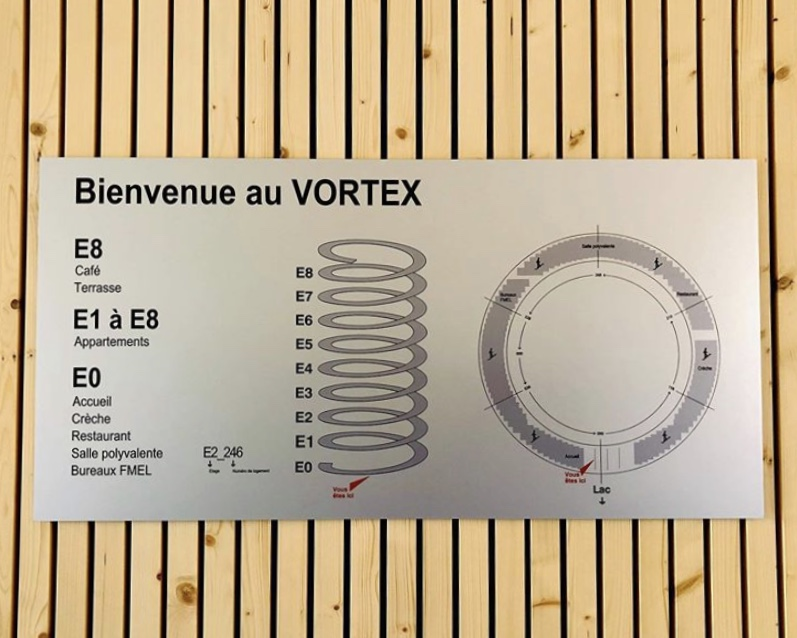
Plan du Bâtiment Vortex
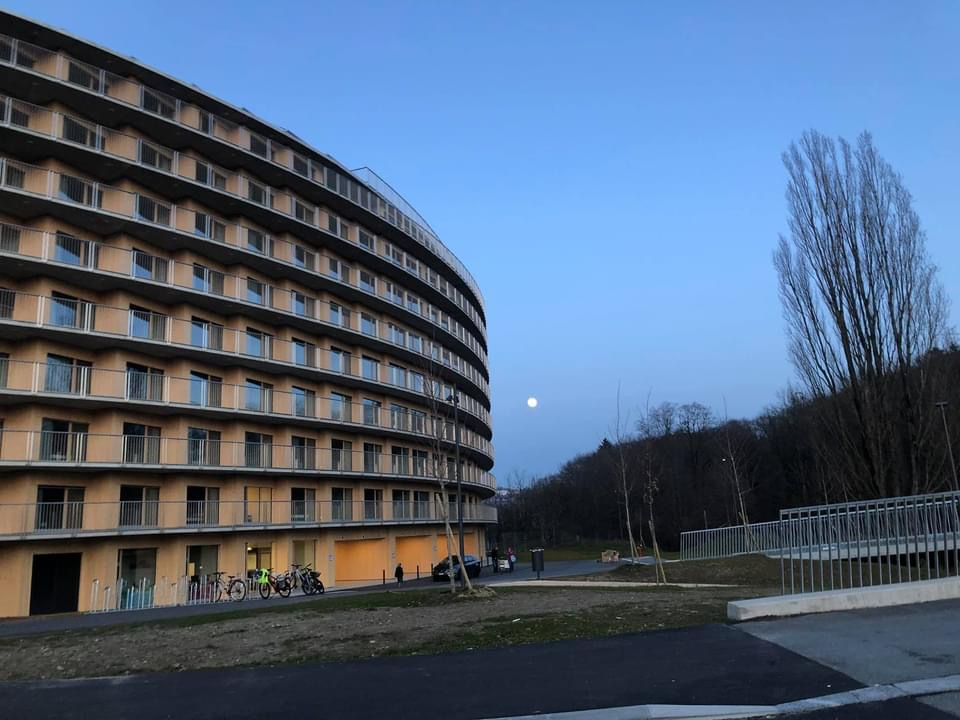
Vue sur le Bâtiment Vortex, côté passerelle Amphimax
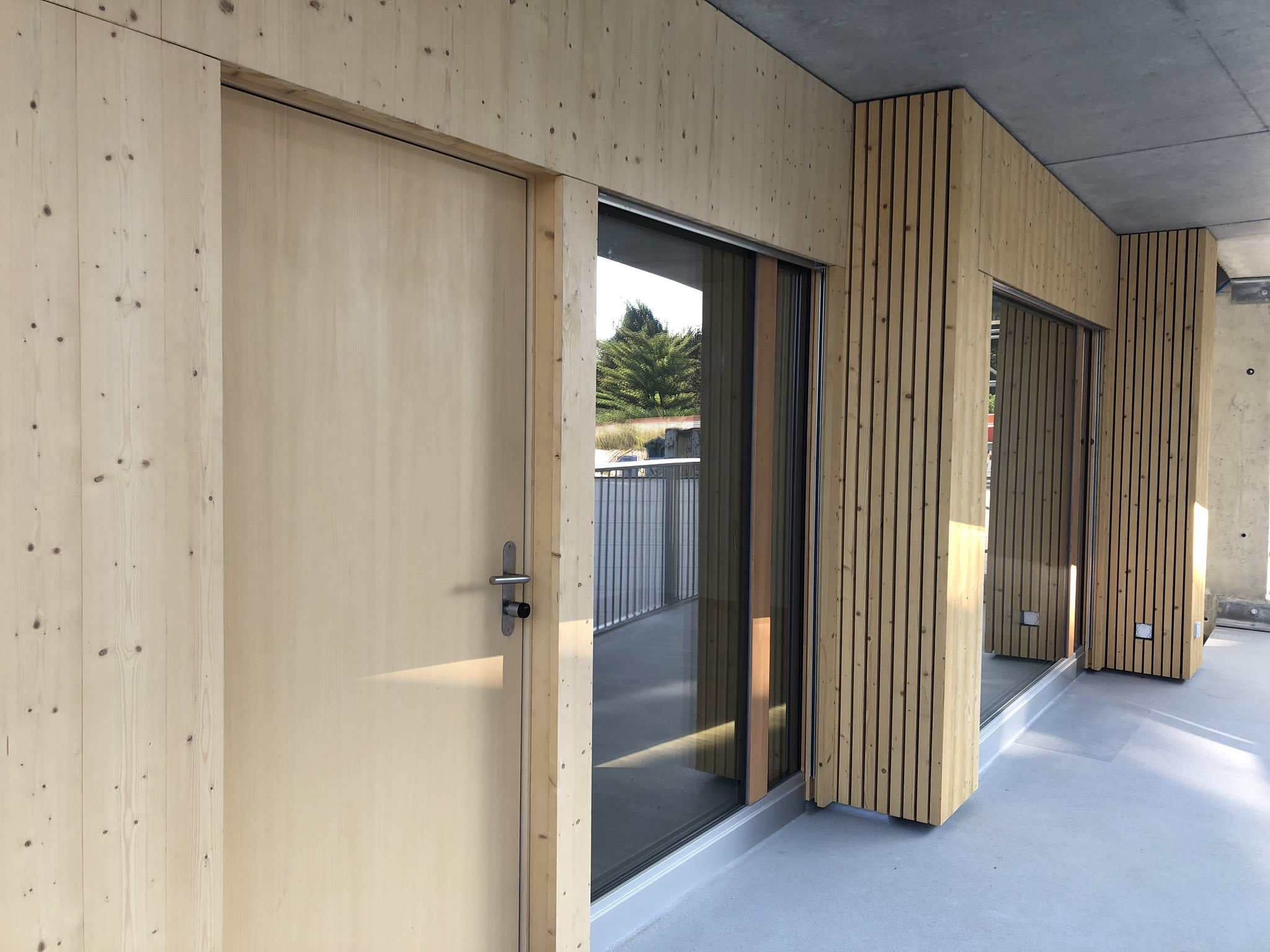
Zoom sur les caissons et bardages bois Bâtiment Vortex
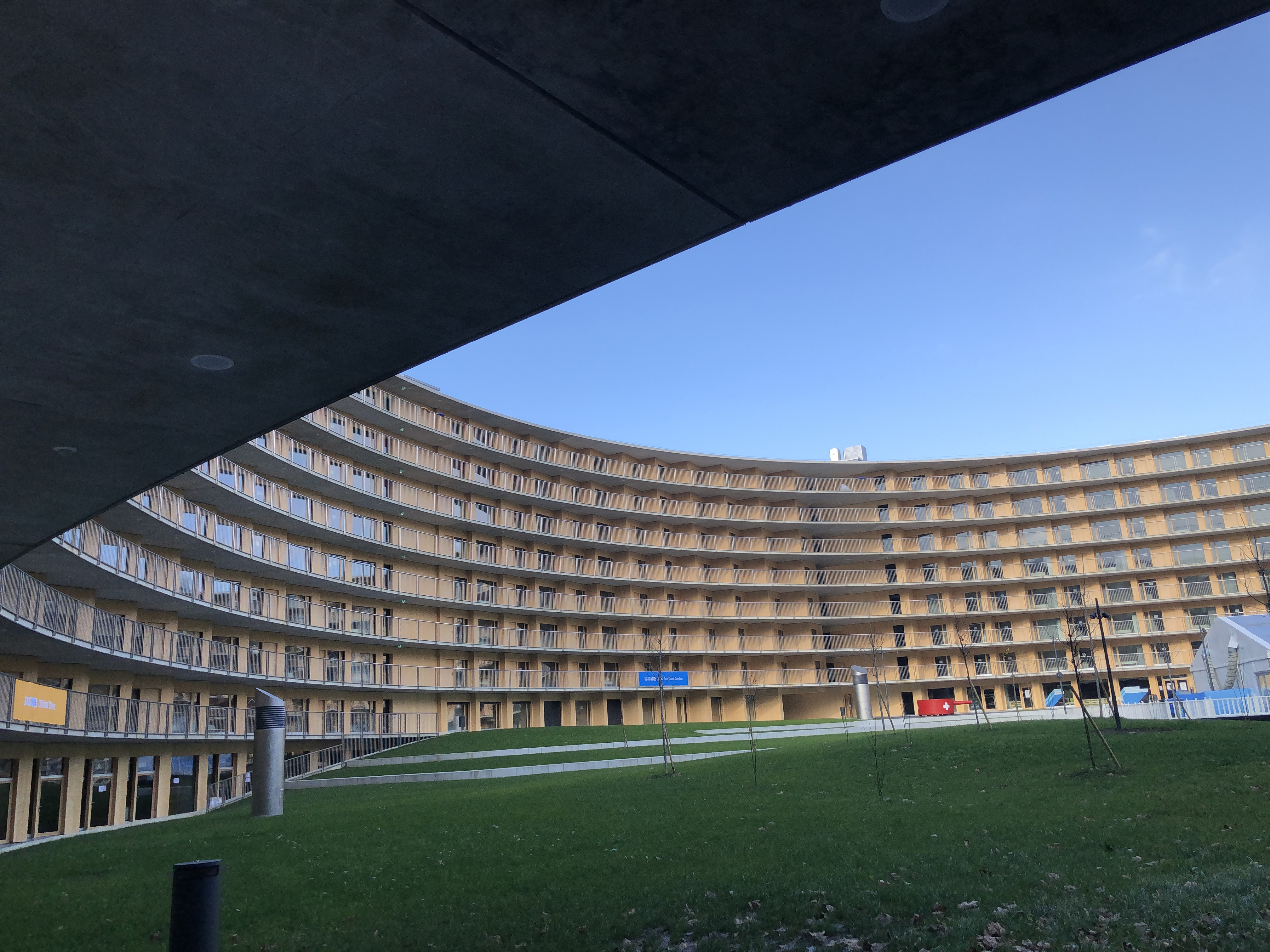
Vue de l'intérieur
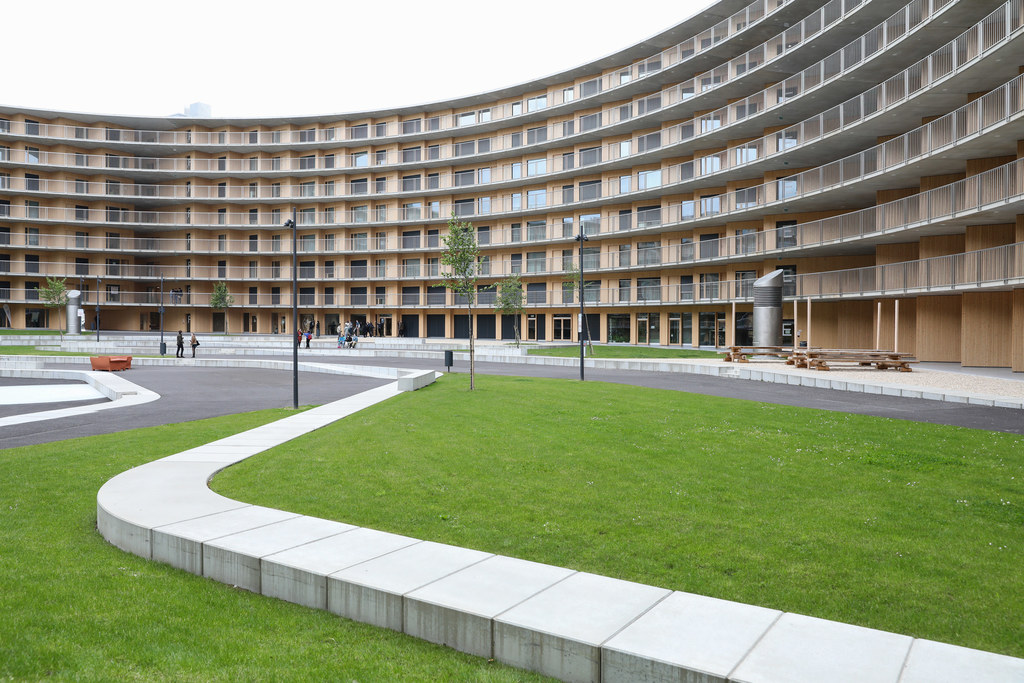
Vue sur le parc intérieur
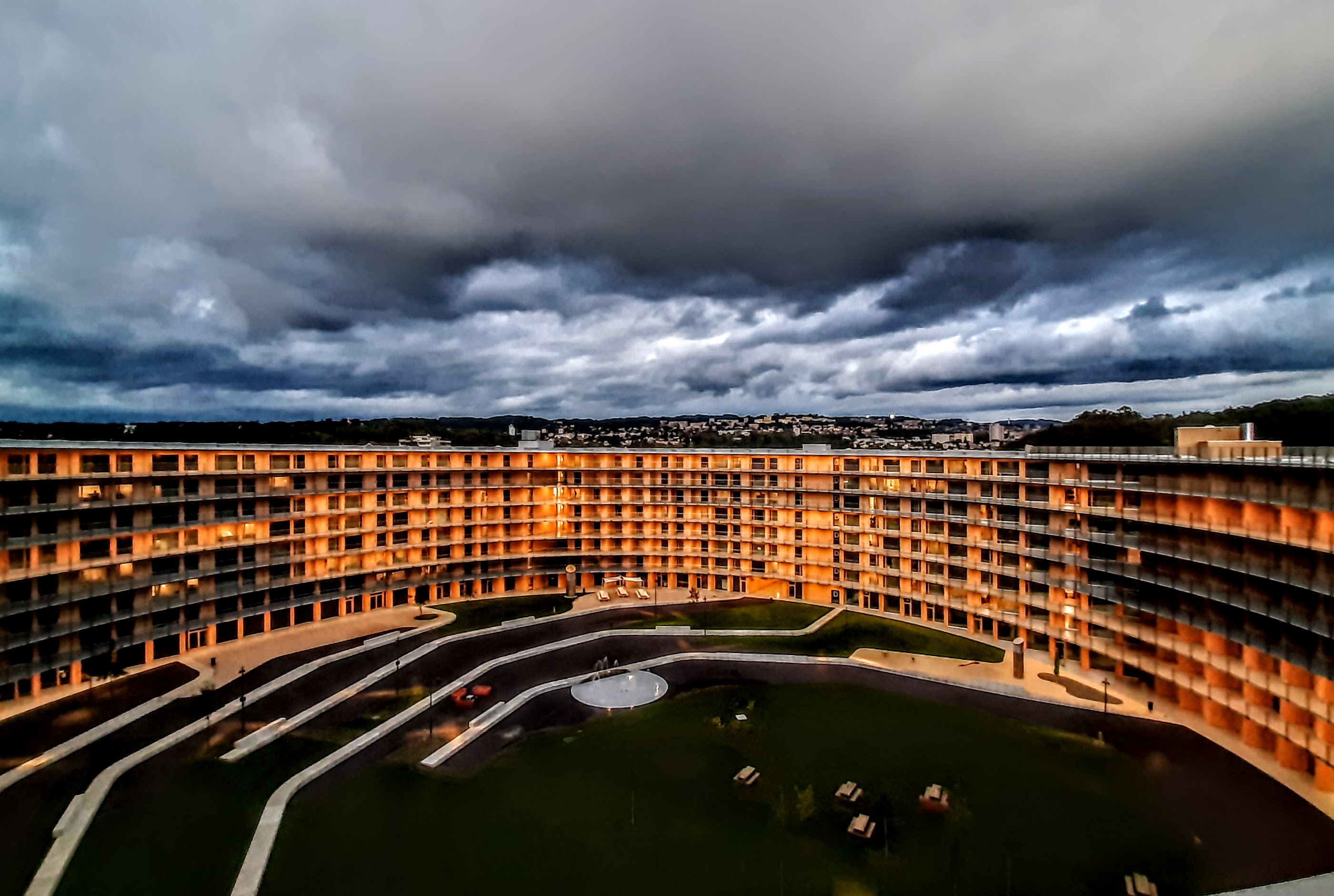
Vue depuis le toit-terrasse
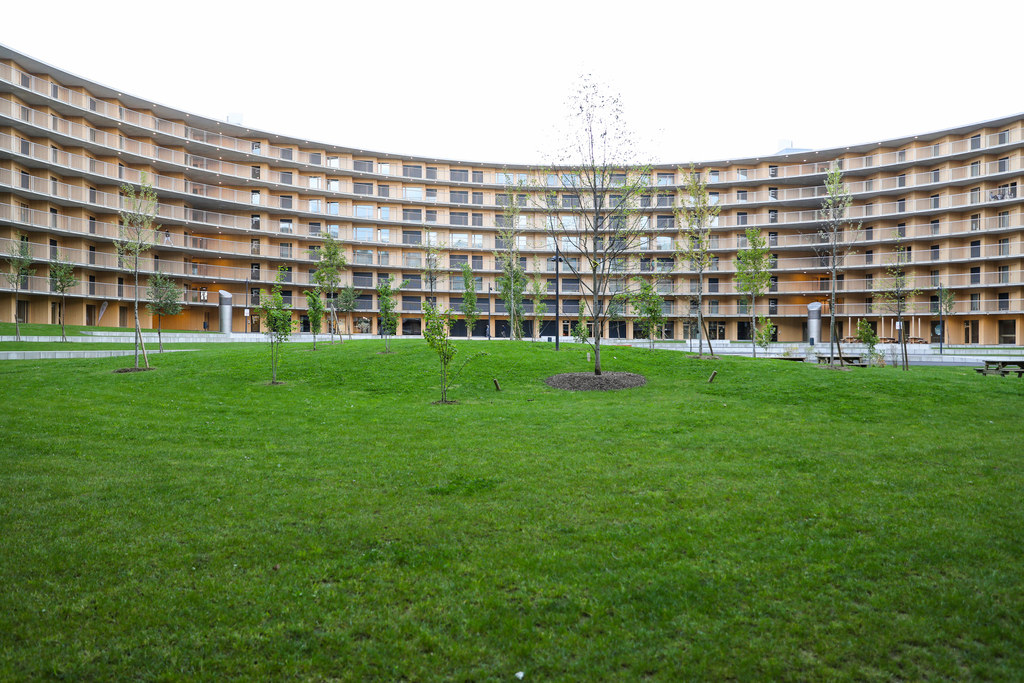
Vue sur le parc intérieur
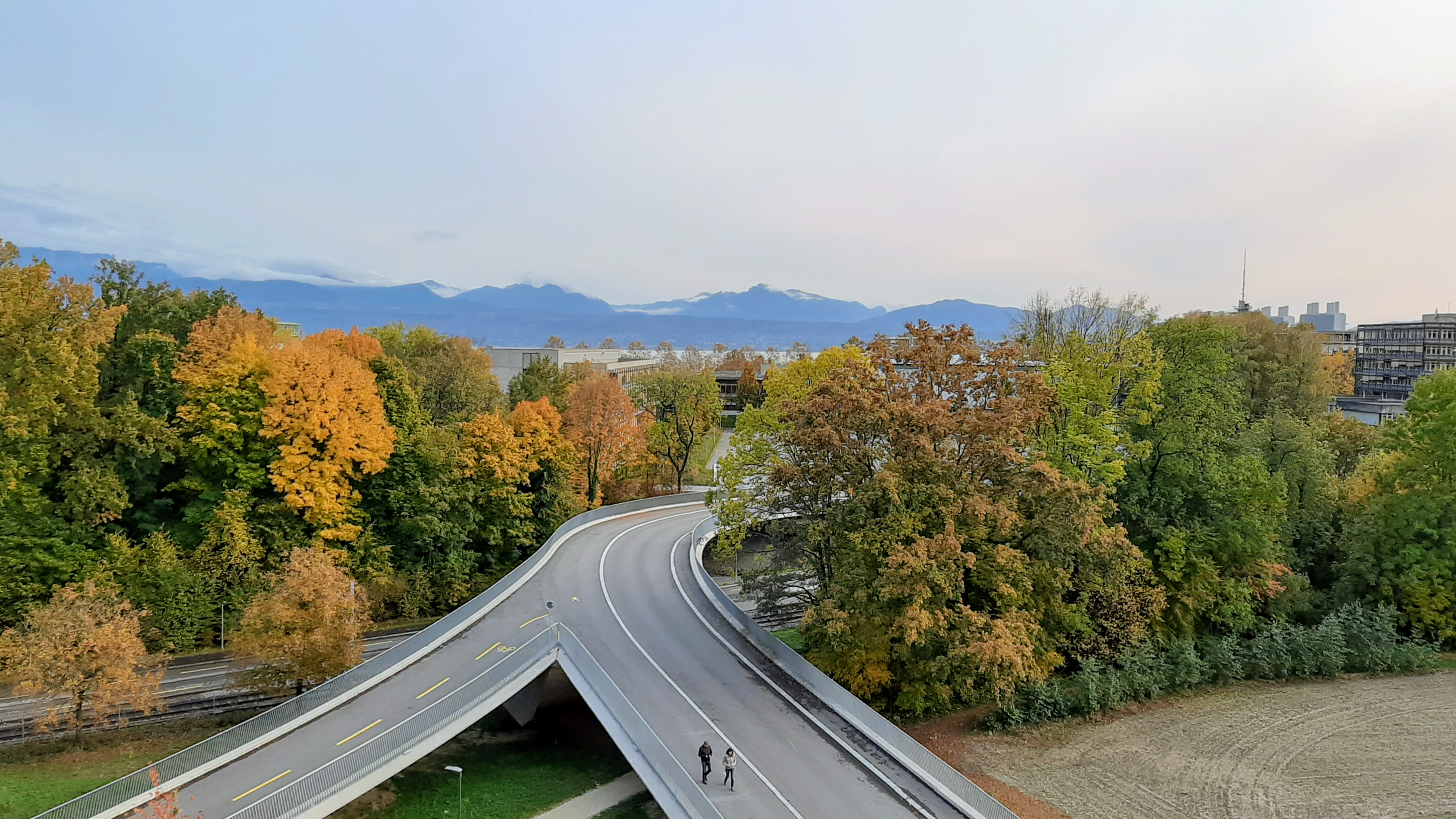
Vue depuis le Vortex sur la route